# Bredemeher Wassermühle
Die Bredemeher Wassermühle (De Möhl) in der niedersächsischen Gemeinde Alfstedt, Ortsteil Bredemehe, Mühlenweg 4, wurde am Ende des 14. Jahrhunderts gebaut. Aktuell (2025) wird sie als Veranstaltungsstätte genutzt u. a. auch für Hochzeiten.

## Geschichte und Beschreibung
Die Gemeinde Alfstedt wurde erstmals 1272 als Alvetesho erwähnt. Sie gehört seit 1974 zur Samtgemeinde Geestequelle. Bredemehe wurde 1310 erstmals erwähnt.
Vor 1400 bestand bereits eine 1397 erwähnte Wassermühle an der Mehe, ein linker Nebenfluss der Oste. Hier wurde Getreide gemahlen. Der Fluss war auch seit der Sachsenzeit die Grenze zwischen den ehemaligen Kreisen Bremervörde und Land Hadeln. Die Mühle war Teil eines Vorwerk der Burg und versorgte die Bewohner der 1682 zerstörten Burg Vörde bei Bremervörde. Schon vor der Zerstörung der Burg hatte Hinrich Steffens die Mühle gepachtet.
Die heutige Mühle wurde um 1800 errichtet und 1908 das hölzerne Wasserrad durch eine Fallturbine ersetzt. Das Innengefüge stammt vermutlich sogar von um 1720. Nach der Flurbereinigung von 1965 bis 1970 wurde der Mühlenbetrieb eingestellt. Die Familie Steffens, die seit 1663 in der 11. Generation Besitzer der Mühle war, übergab sie um 2003 der Gemeinde Alfstedt.
Der Verein De Möhl wurde gegründet und hat das Gebäude aufwändig und mit vielen Helfern saniert. Die Mühle wird seit 2003 für viele kulturelle Aktivitäten genutzt. Ein Trauzimmer dient auch dem Standesbeamten.
Das zweigeschossige giebelständige Gebäude mit ziegelgedecktem Krüppelwalmdach und einem eingeschossigen Anbau mit Pultdach und zwei Ladeluken sowie dem Wasserrad wurde um 1800 gebaut.
Die Mühle ist Teil der Niedersächsischen Mühlenstraße die Nr. 67 im Bereich Landkreis Rotenburg.